# 艾格尼丝·史沫特莱
艾格尼丝·史沫特莱（英語：Agnes Smedley；1892年2月23日—1950年5月6日），美国左派记者，以对中共革命的报道著称。她支持女权、支持印度独立、亦支持中国共产党，她著有8本书。

## 生平

### 早年
1892年，史沫特莱出生于美国密苏里州奥斯古德，幼年家庭困难，从事过许多不同的工作，包括侍女、烟厂工人。1901年时随父母移居科罗拉多州的特立尼达。17岁时，史沫特莱参加县教师资格考试并在新墨西哥州的乡村学校任教一学期。
1910年，史沫特莱在加利福尼亚积极从事印度反抗英国统治的斗争。1912年8月，史沫特莱与欧内斯特（Ernest）结婚，1916年两人离婚。次年史沫特莱到达纽约，为《号角》撰稿同时为女权主义刊物《节育评论》撰稿。1918年3月被美國海軍情報局拘捕，並被控以間諜罪，囚禁兩月後獲保釋。之後一年半，經抗辯後，當局撤回控訴。1919年起侨居柏林8年，继续从事印度解放运动，还曾在柏林与尼赫鲁会面。1920年代，她在德国柏林结识了共产国际的德国人威廉·明岑贝格和苏联驻柏林大使馆工作人员雅各布·米罗夫-阿布拉莫夫（Jakob Mirov-Abramov），后者是共产国际国际联络部欧洲区负责人，在他们的影响下，史沫特莱与苏联和共产国际建立了联系。史沫特莱在1928年来到莫斯科，结识了佐尔格。1928年完成自传《大地的女儿》（Daughter of Earth）。1928年底史沫特莱以《法兰克福日报》驻远东记者的身份进入中国东北，之后奔走于中国各个地区采访。

### 前往中国
1929年初，史沫特莱通过一位德国共产党人的介绍，以《法兰克福日报》记者身份途经苏联来到中国，在上海，她认识了鲁迅、郭沫若等文化名人，并协助宋庆龄处理了一些文件。
1930年佐尔格到了上海，开始组建其组织。佐尔格回忆说：“我早在欧洲时就听说过她。我知道我可能得依靠她的帮助。我请她帮我组建在上海的情报小组，特别是帮我挑选中国的工作人员。我尽可能与她的所有中国朋友见面，努力结交那些愿意为了左翼事业而与我这样一个外国人合作和工作的人。我把她当作我的小组成员一样利用，而且她的工作令我非常满意。”1930年底，通过史沫特莱的介绍，佐尔格结识了《朝日新闻》驻上海的记者尾崎秀实。
她积极联络中国左翼势力做宣传工作。由她主编的英文杂志《中国呼声》和由她推荐的美国人伊罗生主编的英文周刊《中国论坛》。1932年佐尔格为组织营救共产国际驻上海负责人牛兰夫妇，动用了他的网络与国民党中统总干事张冲接触，佐尔格等人被迫于1932年底撤回苏联。希特勒上台后，她改为担任英国《曼彻斯特卫报》驻中国记者，每周发回两篇报道。撰文报道江西的革命斗争，写出了《国民党反动的五年》、《中国人的命运》、《中国红军在前进》等文章。史沫特莱在1933年5月回到莫斯科。1934年1月，《中国论坛》的美国主编伊罗生与中共发生矛盾，共产国际远东局驻上海的埃韦特请求将史沫特莱调回上海任主编。1934年4月，共产国际作出决定：“为出版《中国论坛》，派艾格妮丝·史沫特莱同志去中国工作。”之后，史沫特莱1934年4月左右抵达美国，在那里出版新书《中国红军在前进——中华苏维埃共和国已诞生》，这本书顾名思义，是一本同情共产主义者内容的出版物。她还与《美国文汇》、《亚洲杂志》签订合约撰写有关苏维埃中国内容的数篇文章。她于1934年10月23日由旧金山乘轮船“柯立芝总统号”回到上海。此后，史沫特莱的主要任务就是在华从事舆论宣传工作。
1936年冬她来到中共地下党十分活跃的西安，由中共驻东北军党代表刘鼎负责接待。她自己解释说是因为“我的旧病复发，和朋友们商量……决定我去西安养病。”为了对史沫特莱入陕一事保密，刘鼎安排史沫特莱避居临潼，不要公开露面，以免招致南京政府的警觉，连她所需要的面包都是派专人由西安定期送来。据当时正住在西安张学良公馆帮助刘鼎装电台的无线电专家涂作潮回忆：“有一次，刘鼎派我去临潼给史沫特莱送了一次面包，由于我不懂英语，无法和她交谈。”同时刻另一位在西安的美国女记者海伦·斯诺（Helen Snow）回忆说，“刘鼎劝我立即离开西安，但我根本不想离开西安。虽然我是一个蹩脚的女记者，但在我可以不费力地得到一个有价值故事的时候，我能看得出来，而现在这里就酝酿着一个有价值的故事。这可能是我最后一次记录历史的机会。”但海伦·斯诺在西安甚至连电报也不能发：“西安电报局拒绝拍发我的电报，我不得不乘坐去北京的首班火车，我极不愿意在我一生中最大的事件正在发展时离开西安，但查尔斯——刘鼎坚持让我走。”恰在此时西安事变爆发，国民政府封锁消息。张学良专门接见了史沫特莱，向她说明这次事变的意义，委托她主持对外英语广播，报道西安事变真相，并为她提供一切方便。为了保证安全，英语电台就设在张学良的司令部里。此后，史沫特莱每天晚上从张学良的司令部里对外进行40分钟的英语广播，发表其“访问西北政界人物、红军代表、救亡领袖的报道以及有关西北动态的文章”。涂作潮回忆：“我记得，周恩来在红军驻西安办事处还接待过美国女作家、新闻记者史沫特莱。他们交谈是用英语，没有翻译。”史沫特莱成了相当一段时间里唯一的英文新闻来源，一时声名大噪。但她当时的一些报道激怒了共产国际、宋庆龄、宋子文、蒋介石等人。1937年1月19日，共产国际致电中共中央：“艾格妮丝·史沫特莱的行为相当可疑。最后，必须取消她以共产党人的名义和似乎他们所信任的人的身份发表演讲的机会，必须在报刊上谴责她的所作所为。”毛泽东和周恩来在1月21日给潘汉年的电报中也认为她的所作所为是“错误的”，并说“我们事先并不知道，该记者现来苏区，当劝其谨慎发言。”史沫特莱的朋友厄普顿·辛克莱在美国《自由》杂志上发表了一篇文章，题目是《美国女造反派在中国》，称她为共产党的“白肤女皇”。美国共产党的《工人日报》则发表文章攻击史沫特莱，说她不应该支持张、杨，不应该公开批评蒋介石。
史沫特莱是1937年1月初被中共派人接到延安的。一路上受到左权、彭德怀和贺龙的接待，进延安前左派女作家丁玲受党委派前来迎接。史沫特莱一到延安就受到毛泽东和朱德的接见。到达延安的第二天，延安党政机关举行欢迎大会，史沫特莱在会上畅谈了一个多小时自己的反帝斗争经历。史沫特莱去延安的最初目的是采访，写一部象《西行漫记》那样的作品。但史沫特莱并不把自己看成职业记者，而是一个政治活动家。她积极地利用自己的国际关系为延安争取援助，后来加拿大医生白求恩来中国的部分原因就是源自她的推荐。她邀请自己的许多记者朋友来延安，打破国民党对边区的新闻封锁。她参与并主持了延安鲁迅艺术学院外语部的工作。她甚至还发起了一场节制生育运动。接著她又发起了灭鼠运动，一开始被嘲笑为是西方人不切实际的讲究，但後来受到了毛泽东的支持。
1937年3月13日，共产国际领导人季米特洛夫致电中共中央，要求“必须公开声明，史沫特莱同中共或共产国际没有任何关系，使她没有可能以共产党的名义发表演讲和同革命组织取得联系。”至此，史沫特莱与共产国际的关系彻底破裂。1937年7月史沫特莱提出加入中共的申请，但被中共拒绝了。她嚎啕大哭，把前来通知她的陆定一惊得不知所措，只能用“当一个党外记者作用更大”来安慰她。于是她开始担任八路军总部随军外国记者一职。
延安期间，毛泽东经常与史沫特莱以及女翻译吴莉莉跳舞、聊天。因此贺子珍与毛泽东的感情出现裂痕，关系紧张。最终贺子珍决定出走苏联。
1938年1月，她从山西来到武汉和美国大使、南斯拉夫卫生专家等人商谈筹办中国红十字救助总队。此后，她便在中国红十字会军医部展开工作。她还说服日内瓦红十字国际委员会供应中国军队部分急需药品。为解决中国军医缺乏问题，史沫特莱积极号召外国医务志愿者来中国，著名加拿大医生诺尔曼·白求恩与理查德·布朗、印度著名外科医生柯棣华等受到她的影响来中国参与支援。在武汉的10个月，通过在前线的经历完成了《中国在反击》一书。1938年10月中旬，随中国红十字会医疗救护队退至长沙。将皖南事变的消息发表在《纽约时报》上。1940年9月去香港养病。
1941年5月回到美国，回国后，为中国募集救济战争灾难的捐款，并為朱德作傳《偉大的道路：朱德的生平和時代》，该书於1956年作者逝世後出版，1979年三聯書店出版中譯本。這本著作和埃德加·斯诺的《西行漫記》並列為西方人向本國介紹中共革命的經典著作。

### 战后
二战后，史沫特莱移居纽约，1949年在麦卡锡主义的反共潮流中被怀疑为“苏联间谍”，因此被迫流亡英国。1950年5月6日，史沫特莱因手术不治在伦敦逝世。1951年5月6日，在她逝世一周年時，骨灰安葬於北京市八寶山革命公墓，朱德親題：「中國人民之友美國革命作家艾格妮絲·史沫特萊女士之墓」。史沫特莱与埃德加·斯诺、安娜·路易絲·斯特朗被并称为“3S”。1984年，中国曾专门成立“中国三S研究会”（后改名为“中国国际友人研究会”），邓颖超任名誉会长，黄华任会长。1985年，中国人民邮政曾发行“中国人民之友”系列纪念邮票，包含“3S”。

## “间谍”疑云
美国陆军将军威洛比曾声称她是曾同居过的间谍理查·佐尔格的情报网中的一名间谍，为此她曾经威胁说要控告他。理查·佐尔格是20世纪最著名的苏联间谍之一。其次，部分反共右翼人士声称从苏联档案和史沫特莱自传中发现“有力的证据”，以此控诉她是共产国际的一名“间谍”。但这个说法目前没有任何来自于前苏联，或俄罗斯的官方直接证据可以证明，基本上只是他们的个人揣测。
另外，据美国的公共電視網介绍，史沫特莱是“三重间谍”，替中国共产党、印度共产党和苏联共产党工作，“是20世纪最多產的女间谍之一”。她在上世纪一零年代为印度的一个叫做“自由之友”的支持印度独立的秘密地下组织工作过。当时这个组织就被美国政府严密监视着，之后她还因为被怀疑帮助“自由之友”从事间谍活动被美国政府起诉过。她在审判前离开了美国，到了德国。之后她在德国的印度共产党和苏联共产党之间做联络工作。在苏联著名间谍理查·佐尔格在日本被执行死刑前，他写下的文件里提到他的间谍活动完全是靠着史沫特莱才能得以进行。但他提到史沫特莱时用的是她的代号。在二次大战期间，她用自己的影响力说服美国将军约瑟夫·史迪威运送少量军事物资给中国共产党，帮助他们抗日。以上美國公共電視網的“间谍”说法都没有任何印度，前苏联，俄国，或中国的官方直接证据可以证明。

## 著作
- 史沫特莱文集1 中国的战歌，中文版新华出版社
- 史沫特莱文集2 中国红军在前进、大地的女儿
- 史沫特莱文集3 伟大的道路——朱德的生平和时代
- 史沫特莱文集4 中国在反击、中国人的命运
- 革命时期的中国人1976，中文版1984中国展望出版社

## 图集

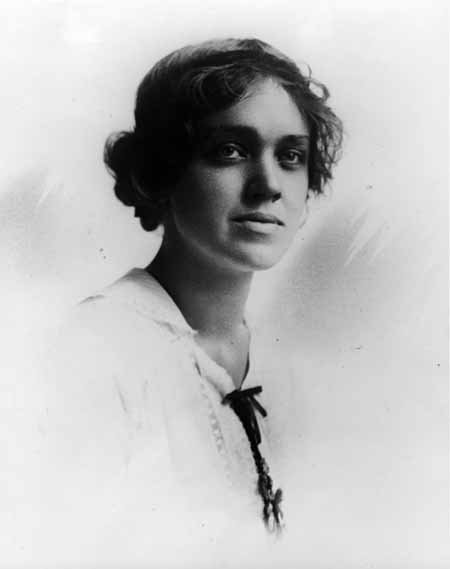
1914年的史沫特莱
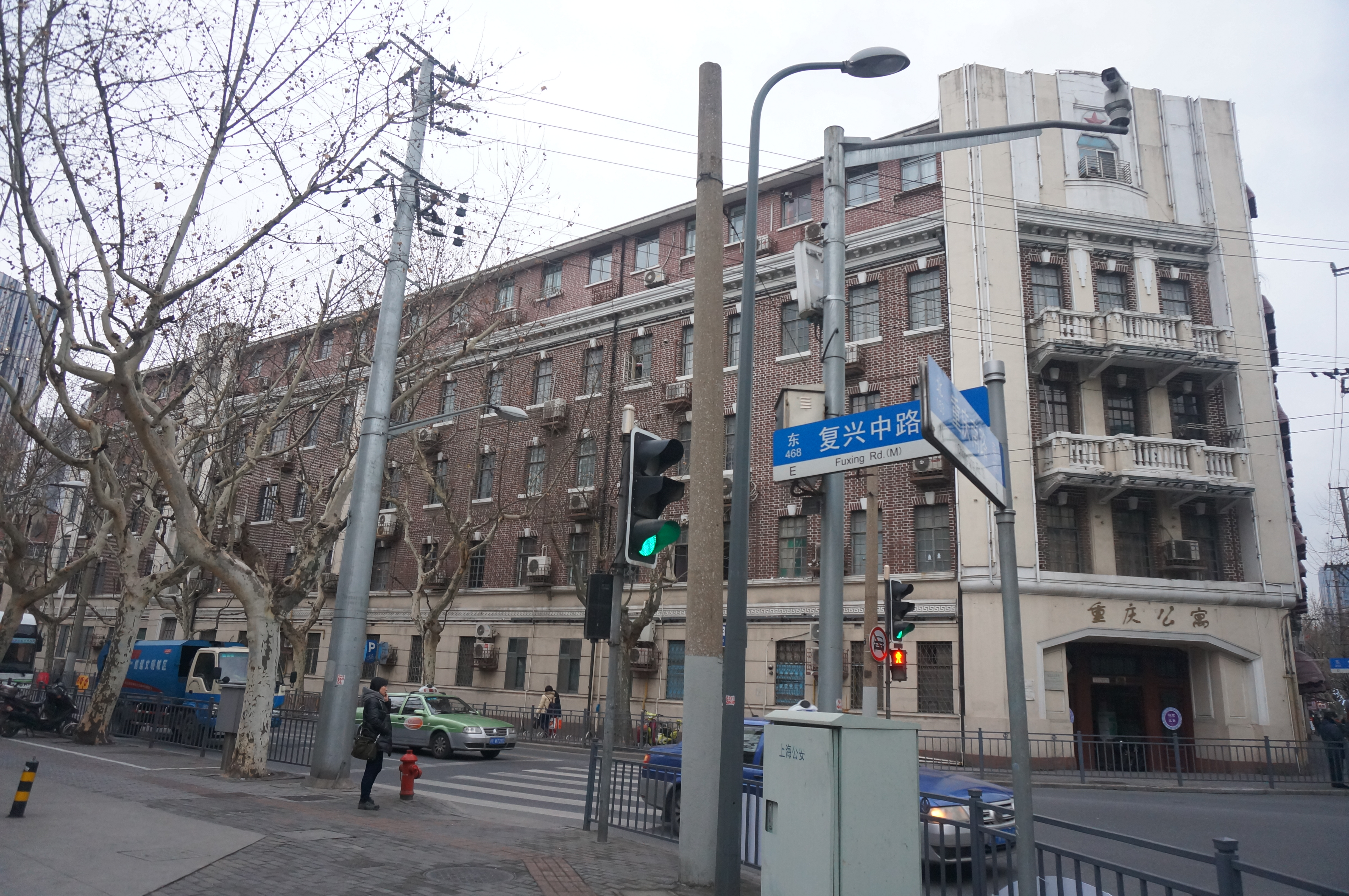
史沫特莱在中国的第一个住处——上海吕班公寓
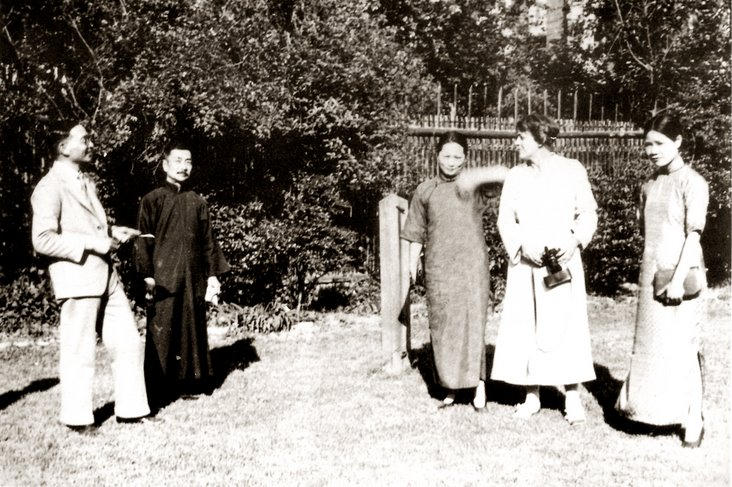
1930年代和宋庆龄、鲁迅一行人
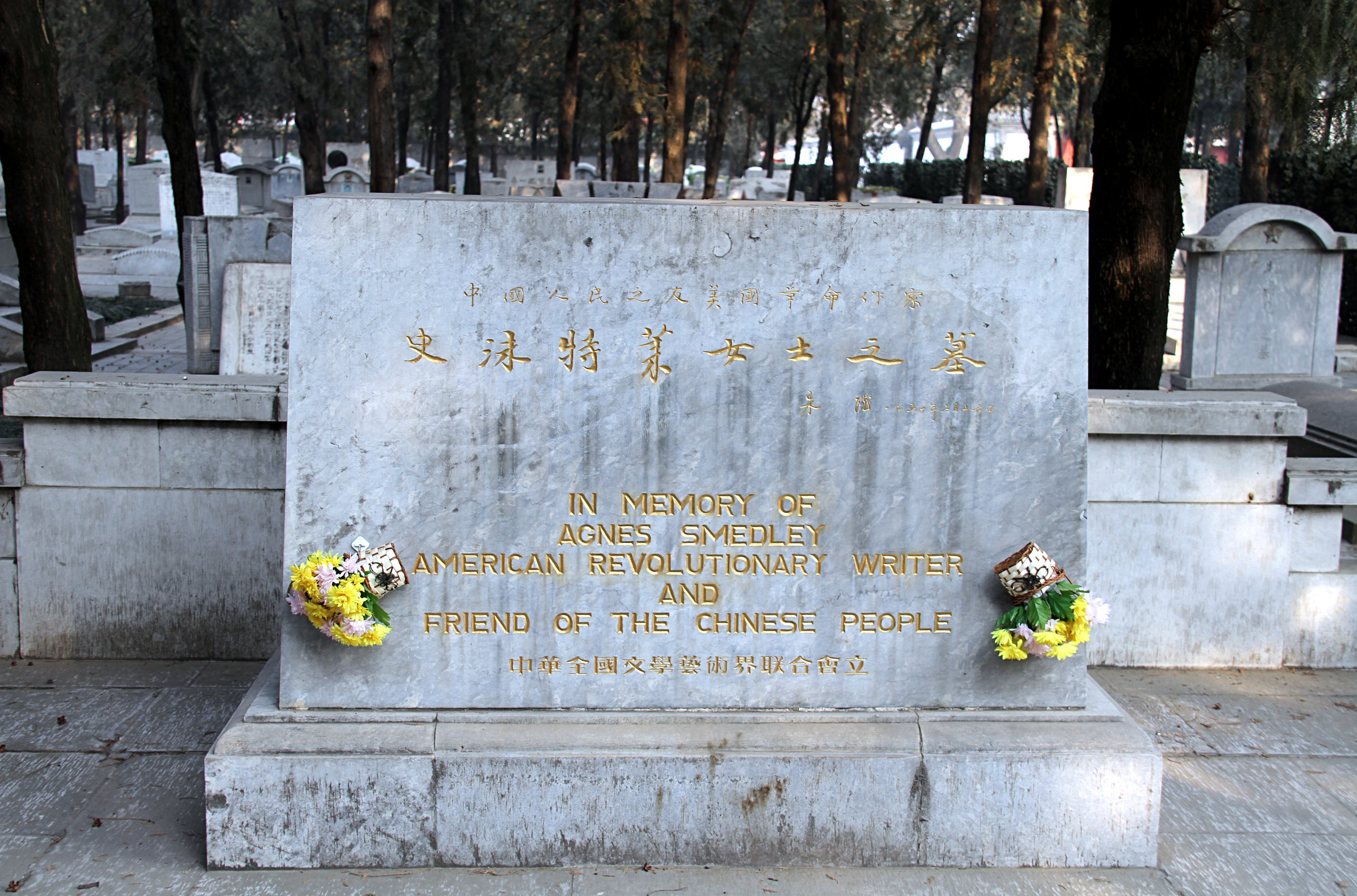
北京八宝山革命公墓史沫特莱之墓

### 引用
1. 1 2  Ruth Price. . Oxford University Press. 8 December 2004: 68(1918被捕)，69–72(囚禁)，82(1919撤控)，5–9(佐尔格). ISBN 978-0-19-534386-1.
2. ↑  姚笛. . 南方周末.   [2008-04-16]. （原始内容存档于2012-10-20）.
3. ↑  方可成. . 南方周末. 2011-03-03  [2011-03-24]. （原始内容存档于2011-03-20）.
4. ↑  Agnes Smedley （页面存档备份，存于）, PBS Nova